# Municipio de Hidden
El municipio de Hidden (en inglés: Hidden Township) es un municipio ubicado en el condado de Stutsman en el estado estadounidense de Dakota del Norte. En el año 2010 tenía una población de 50 habitantes y una densidad poblacional de 0,54 personas por km².

## Geografía
El municipio de Hidden se encuentra ubicado en las coordenadas 47°2′4″N 98°55′7″O / 47.03444, -98.91861. Según la Oficina del Censo de los Estados Unidos, el municipio tiene una superficie total de 93.3 km², de la cual 91,43 km² corresponden a tierra firme y (2 %) 1.86 km² es agua.

## Demografía
Según el censo de 2010, había 50 personas residiendo en el municipio de Hidden. La densidad de población era de 0,54 hab./km². De los 50 habitantes, el municipio de Hidden estaba compuesto por el 100 % blancos. Del total de la población el 0 % eran hispanos o latinos de cualquier raza.